# Пиво у Швеції
Історія пива у Швеції простежується до пізньої залізної доби.

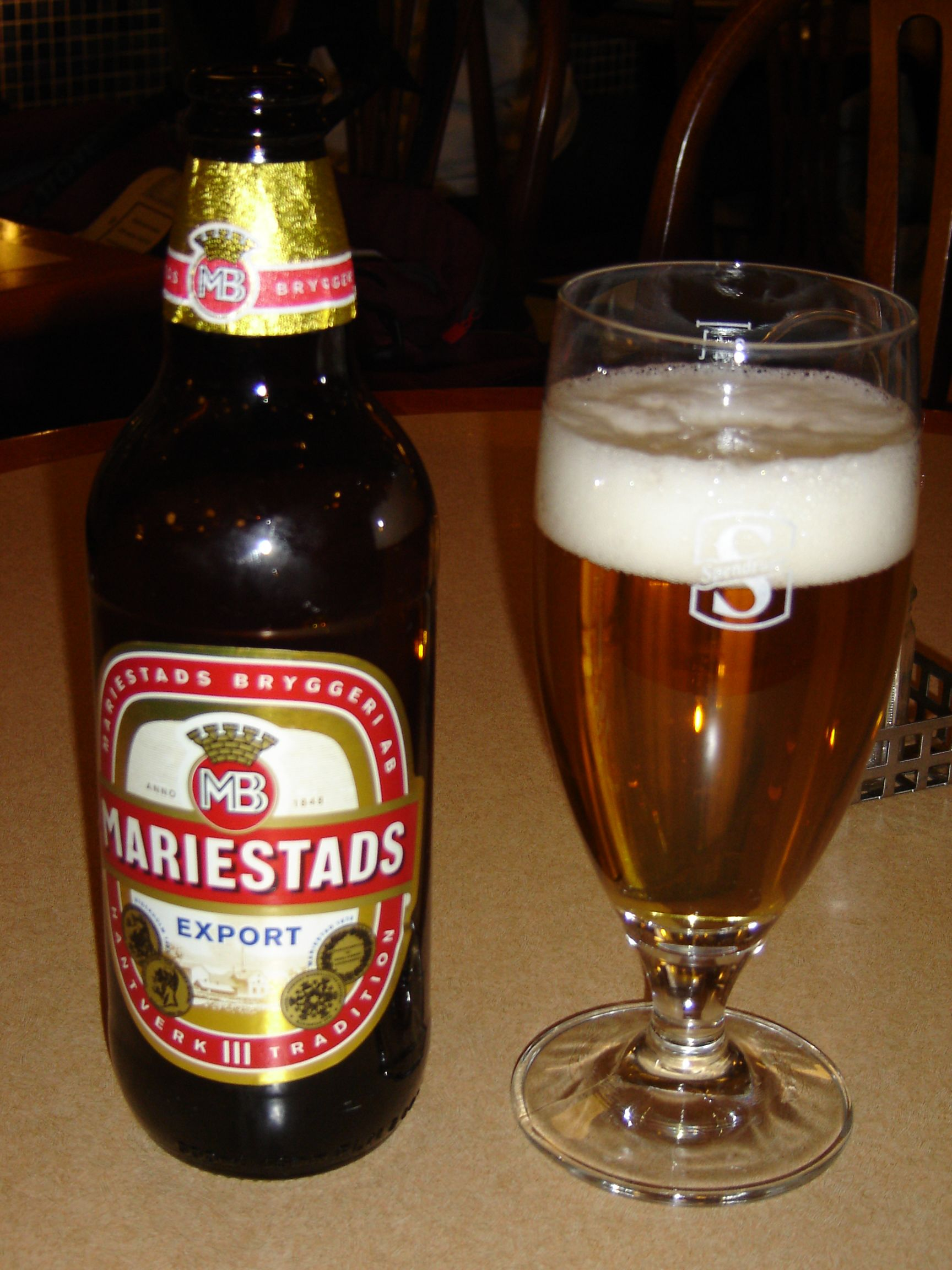
Шведське пиво

## Історія
Виготовлення елю у Швеції має довгу історію, що передує письмовим згадкам. Завдяки таким стародавнім рукописам, як «Мова Високого» (зі «Старшої Едди») та інші відомо, що у скандинавській культурі пивоваріння використовувалося для виробництва елю та меду. У той час, як мед вважався святковим напоєм, ель був більш розповсюдженим. Також скандинави володіли технологією виробництва вина та пива. Сучасні пивоварні, відтворені за зразком скандинавських, дозволяють виготовляти ель з показником міцності 9 % (ABV).
Аж до XIX століття пивоварінням здебільшого займалися для домашніх потреб. Пиво зазвичай було неміцним і тому слугувало щоденним напоєм, а на свята варили його версії з вищим вмістом алкоголю (англ. feast-beer) та міцніший мед.
Все змінилося з приходом індустріалізації. Поштовхом до появи шведської пивоварної промисловості став розвиток міст, що унеможливив домашнє пивоваріння. У середині XIX столітті у кожному великому місті Швеції з'явилося безліч маленьких броварень, а кожне містечко мало хоча б одну як засвідчення патріотизму.
На початку XX століття поширилася тенденція консолідації, що досягла своєї кульмінації наприкінці 70-х та на початку 80-х років. Це призвело до утворення трьох великих пивоварних конгломератів: «Pripps», «Spendrups» і «Falcon», зникнення менших пивоварень та появи стереотипного переконання, що доступне шведське пиво — це в основному лагер, що легко п'ється та найчастіше програє у якості.
Наприкінці 1980-х та на початку 1990-х, переважно завдяки підвищенню свідомості споживачів, поряд з великими компаніями почало розвиватися нове покоління маленьких пивоварень, що заручились симпатіями стокгольмської Nils Oscar Brewery. Ці компанії пропонують споживачам більш значний вибір, а багато сортів пива, виготовлених у Швеції, відповідають міжнародним стандартам якості та виробляються за допомогою ретельно культивованих пивних дріжджів (часто імпортуються з Німеччини, Бельгії та Великої Британії).

## Класифікація
Шведське законодавство визначає два типи міцності, що обумовлюють, де та кому може продаватися даний сорт пива. Lättöl, тобто пиво нижчого рівня міцності (2.25 %), вважається lättdryck (легким напоєм) та може продаватися будь-де особам віком 18+.Starköl, пиво вищого рівня міцності (3.5 %), може продаватися лише у магазинах Systembolaget особам, вік яких сягнув 20 років, та у пабах особам віком від 18 та вище. Folköl, пиво, що знаходиться між першим та другим типами міцності, може продаватися у продовольчих магазинах, але лише особам віком від 18 та вище.
Так як рівень міцності, що становить 3.5 %, майже сягає міжнародного показника вмісту алкоголю у світлому пиві, продукція таких всесвітньо відомих брендів, як «Heineken», «Carlsberg» та «Pilsner Urquell» продається у Швеції у двох версіях: напій, відомий у всьому світі як starköl (у магазинах Systembolaget) та менш концентрований folköl — у продовольчих магазинах.

## Економіка
Сучасною споживацькою тенденцією є все частіший вибір брендів, що виготовляють пиво міцністю вище, ніж 3.5 %. Будь-яке більш міцне пиво продається лише у державній роздрібній монополії Systembolaget.